# Москательщик на покое
«Москате́льщик на покое» (англ. The Adventure of the Retired Colourman) — один из 56 рассказов Артура Конана Дойля о частном сыщике Шерлоке Холмсе. Вошёл в последний сборник рассказов Дойля о Холмсе «Архив Шерлока Холмса».
Впервые опубликован в декабре 1926 года в «Liberty». Позже этого рассказа были опубликованы лишь ещё 2 рассказа Дойля о Холмсе — «История жилички под вуалью» в январе 1927 года и «Загадка поместья Шоскомб» в марте 1927 года там же в «Liberty». Первое полное издание рассказов из цикла «Архив Шерлока Холмса» увидело свет в издательстве «John Murray» в июне 1927 года. В большинстве современных изданий сборника рассказ «Москательщик на покое» публикуется последним.
Действие рассказа происходит летом 1898, на что имеется прямое указание в начале текста.

## Сюжет
Холмс распутывает дело об исчезновении жены старого москательщика (торговца красителями) Джозии Эмберли (англ. Josiah Amberley) из Луишема и её молодого приятеля-любовника, некоего доктора Эрнеста. Преступная парочка якобы украла все накопления Эмберли из бронированной подвальной комнаты и скрылась. Вначале Холмс отправляет Ватсона осмотреть дом и побеседовать с Эмберли. Вернувшись, Ватсон в общих чертах подтверждает все показания Эмберли, но одна особенность заинтересовывает Холмса: Эмберли начал в доме покрасочные работы, в доме сильно пахнет краской. Кроме того, Ватсон обращает внимание на то, что за ним следил некий тип в дымчатых очках.
Предположив, что дело нечисто, Холмс решает выманить Эмберли из дома. Для этого Холмс использует подложную телеграмму от священника из одной отдалённой деревушки. Эмберли в сопровождении доктора Ватсона отправляется на поезде по следу телеграммы, что позволяет Холмсу проникнуть в жилище Эмберли — усадьбу «Уютное». После возвращения Эмберли и Ватсона на Бейкер-стрит они застают там Холмса и того самого подозрительного типа в дымчатых очках, который оказывается частным сыщиком Баркером, нанятым родственниками пропавшего доктора Эрнеста. Холмс обвиняет Эмберли в двойном убийстве, в ответ Эмберли пытается, отравившись, покончить жизнь самоубийством.
Прибывшему полицейскому инспектору Маккиннону Холмс раскрывает суть своего расследования. Предположив, что сильным запахом краски Эмберли попытался заглушить некий другой сильный запах, а также осмотрев бронированную комнату в подвале, в которой был газовый светильник, Холмс предположил, что эта комната стала «газовой камерой смерти» для жены полупомешанного от ревности Эмберли и её несчастного приятеля. Подтверждением этой страшной догадки становится написанная на стене, чуть выше плинтуса, надпись: «Нас у…» («Нас убили»). Впоследствии полиция находит трупы в заброшенном колодце.

## Интересные факты
Именно из этого произведения взят эпизод с рассказом Ватсона о высокой кирпичной стене, который вошёл в фильм Игоря Масленникова «Приключения Шерлока Холмса и доктора Ватсона» (серия «Король шантажа»). В фильме доктор рассказывал о стене у дома Чарльза Огастеса Милвертона.
В рассказе единственный раз за весь цикл произведений Дойля о Холмсе появляется «ненавистный соперник и конкурент» Холмса «с другого берега Темзы» мистер Баркер, который также занимался этим делом независимо от Холмса, а в итоге вместе с Холмсом раскрыл преступление. Кроме того в раскрытии участвовал полицейский инспектор Маккиннон, которого Холмс в конце рассказа охарактеризовал как «славного малого».